# 1000 km Buenos Airesa 1972
1000 km Buenos Airesa 1972 je bila prva dirka Svetovnega prvenstva športnih dirkalnikov v sezoni 1972. Odvijala se je 10. januarja 1972 na dirkališču Autódromo Oscar Alfredo Gálvez in je zadnja dirka Svetovnega prvenstva športnih dirkalnikov v Južni Ameriki.

## Rezultati
| Poz    | Razred | Št | Moštvo                       | Dirkači                                          | Šasija                    | Krogi |
| Poz    | Razred | Št | Moštvo                       | Dirkači                                          | Motor                     | Krogi |
| ------ | ------ | -- | ---------------------------- | ------------------------------------------------ | ------------------------- | ----- |
| 1      | S3.0   | 30 | SpA Ferrari SEFAC            | Ronnie Peterson Tim Schenken                     | Ferrari 312PB             | 168   |
| 1      | S3.0   | 30 | SpA Ferrari SEFAC            | Ronnie Peterson Tim Schenken                     | Ferrari 3.0 Flat-12       | 168   |
| 2      | S3.0   | 32 | SpA Ferrari SEFAC            | Clay Regazzoni Brian Redman                      | Ferrari 312PB             | 168   |
| 2      | S3.0   | 32 | SpA Ferrari SEFAC            | Clay Regazzoni Brian Redman                      | Ferrari 3.0L Flat-12      | 168   |
| 3      | S3.0   | 10 | Giovanni Alberti             | Carlo Facetti Giovanni Alberti Andrea de Adamich | Alfa Romeo T33/3          | 162   |
| 3      | S3.0   | 10 | Giovanni Alberti             | Carlo Facetti Giovanni Alberti Andrea de Adamich | Alfa Romeo 3.0L V8        | 162   |
| 4      | S3.0   | 2  | Autodelta SpA                | Vic Elford Helmut Marko                          | Alfa Romeo 33TT3          | 160   |
| 4      | S3.0   | 2  | Autodelta SpA                | Vic Elford Helmut Marko                          | Alfa Romeo 3.0L V8        | 160   |
| 5      | S2.0   | 36 | Chevron Racing Team          | John Hine Jose Juncadella                        | Chevron B19               | 306   |
| 5      | S2.0   | 36 | Chevron Racing Team          | John Hine Jose Juncadella                        | Ford Cosworth FVC 2.0L I4 | 306   |
| 6      | S3.0   | 40 | Escuderia Montjuich          | Juan Fernandez Jorge de Bagration                | Porsche 908/03            | 157   |
| 6      | S3.0   | 40 | Escuderia Montjuich          | Juan Fernandez Jorge de Bagration                | Porsche 3.0L Flat-8       | 157   |
| 7      | S3.0   | 14 | Ecurie Bonnier               | Gérard Larrousse Chris Craft Reine Wisell        | Lola T280                 | 156   |
| 7      | S3.0   | 14 | Ecurie Bonnier               | Gérard Larrousse Chris Craft Reine Wisell        | Ford Cosworth DFV 3.0L V8 | 156   |
| 8      | S2.0   | 34 | Chevron Racing Team          | Niki Bosch John Bridges                          | Chevron B19               | 156   |
| 8      | S2.0   | 34 | Chevron Racing Team          | Niki Bosch John Bridges                          | Ford Cosworth FVC 2.0L I4 | 156   |
| 9      | S3.0   | 8  | Autodelta SpA                | Nino Vaccarella Carlos Pairetti                  | Alfa Romeo 33TT3          | 153   |
| 9      | S3.0   | 8  | Autodelta SpA                | Nino Vaccarella Carlos Pairetti                  | Alfa Romeo 3.0L V8        | 153   |
| 10     | S3.0   | 28 | SpA Ferrari SEFAC            | Jacky Ickx Mario Andretti                        | Ferrari 312PB             | 152   |
| 10     | S3.0   | 28 | SpA Ferrari SEFAC            | Jacky Ickx Mario Andretti                        | Ferrari 3.0L Flat-12      | 152   |
| 11     | S2.0   | 26 | Abarth-Osella                | Jorge Ternengo Claudio Francisci                 | Abarth 2000SP/71          | 145   |
| 11     | S2.0   | 26 | Abarth-Osella                | Jorge Ternengo Claudio Francisci                 | Abarth 2.0L I4            | 145   |
| 12     | S2.0   | 38 | Eris Tondelli                | Eris Tondelli Carlos Pascualini                  | Chevron B19               | 137   |
| 12     | S2.0   | 38 | Eris Tondelli                | Eris Tondelli Carlos Pascualini                  | Ford Cosworth FVC 2.0L I4 | 137   |
| 13     | S2.0   | 16 | Ecurie Bonnier               | Gianpiero Moretti Carlos Ruesch                  | Lola T212                 | 127   |
| 13     | S2.0   | 16 | Ecurie Bonnier               | Gianpiero Moretti Carlos Ruesch                  | Ford Cosworth FVC 2.0L I4 | 127   |
| 14     | S2.0   | 18 | Ecurie Bonnier               | Hector Luis Gradassi Emilio Bertolini            | Lola T212                 | 118   |
| 14     | S2.0   | 18 | Ecurie Bonnier               | Hector Luis Gradassi Emilio Bertolini            | Ford Cosworth FVC 2.0L I4 | 118   |
| 15 NC  | S2.0   | 42 | Ecurie Esmerelda             | Jean-Louis Lafosse Georges Dumoing               | Lola T212                 | 103   |
| 15 NC  | S2.0   | 42 | Ecurie Esmerelda             | Jean-Louis Lafosse Georges Dumoing               | Ford Cosworth FVC 2.0L I4 | 103   |
| 16 DNF | S3.0   | 12 | Ecurie Bonnier               | Gérard Larrousse Reine Wisell                    | Lola T280                 | 106   |
| 16 DNF | S3.0   | 12 | Ecurie Bonnier               | Gérard Larrousse Reine Wisell                    | Ford Cosworth DFV 3.0L V8 | 106   |
| 17 DNF | S3.0   | 6  | Autodelta SpA                | Toine Hezemans Rolf Stommelen                    | Alfa Romeo 33TT3          | 71    |
| 17 DNF | S3.0   | 6  | Autodelta SpA                | Toine Hezemans Rolf Stommelen                    | Alfa Romeo 3.0L V8        | 71    |
| 18 DNF | S3.0   | 4  | Autodelta SpA                | Andrea de Adamich Nanni Galli                    | Alfa Romeo 33TT3          | 60    |
| 18 DNF | S3.0   | 4  | Autodelta SpA                | Andrea de Adamich Nanni Galli                    | Alfa Romeo 3.0L V8        | 60    |
| 19 DNF | S2.0   | 24 | Abarth-Osella                | Dieter Quester Alex Soler-Roig                   | Abarth 2000SP/71          | 60    |
| 19 DNF | S2.0   | 24 | Abarth-Osella                | Dieter Quester Alex Soler-Roig                   | Abarth 2.0L I4            | 60    |
| 20 DNF | S2.0   | 22 | Abarth-Osella                | Arturo Merzario Spartaco Dini                    | Abarth 2000SP/71          | 47    |
| 20 DNF | S2.0   | 22 | Abarth-Osella                | Arturo Merzario Spartaco Dini                    | Abarth 2.0L I4            | 47    |
| 21 DNF | S2.0   | 20 | Ecurie Bonnier               | Hughes de Fierlant Jorge Cupiero                 | Lola T212                 | 13    |
| 21 DNF | S2.0   | 20 | Ecurie Bonnier               | Hughes de Fierlant Jorge Cupiero                 | Ford Cosworth FVC 2.0L I4 | 13    |
| 22 DNF | S2.0   | 46 | Ecurie Bino                  | Wilson Fittipaldi José Renato Catapani           | Lola T212                 | 8     |
| 22 DNF | S2.0   | 46 | Ecurie Bino                  | Wilson Fittipaldi José Renato Catapani           | Ford Cosworth FVC 2.0L I4 | 8     |
| 23 DNF | S2.0   | 44 | Grand Prix Motor Racing Org. | José Carlos Pace Angel Monguzzi                  | AMS 1300                  | 4     |
| 23 DNF | S2.0   | 44 | Grand Prix Motor Racing Org. | José Carlos Pace Angel Monguzzi                  | Ford Cosworth FVC 2.0L I4 | 4     |
| DNS    | S3.0   | 48 | Oreste Berta                 | Nestor Garcia-Veiga Luis di Palma                | Berta LR                  | -     |
| DNS    | S3.0   | 48 | Oreste Berta                 | Nestor Garcia-Veiga Luis di Palma                | Ford Cosworth DFV 3.0L V8 | -     |

## Statistika
- Najboljši štartni položaj - #30 SpA Ferrari SEFAC - 1:58.59
- Najhitrejši krog - #12 Ecurie Bonnier - 1:58.39
- Povprečna hitrost - 173.886 km/h